# La Previsió Obrera
La Previsió Obrera era una societat de socors mutus del segle XX a Palafrugell. Aquesta societat tenia la funció de sostenir els socis en els casos de malalties, vellesa i incapacitats laborals.
La Previsió Obrera neix de la fusió de La Unión Palafrugellense, La Protectora Palafrugellense i La Protectora Llofriuense el desembre de 1917. La primera Junta Directiva estava presidida per Ramir Medir, substituït el 1919 per Esteve Blanc. La seu de la societat era al Centre Fraternal. Com que aquesta societat s'inicià en un moment de forta crisi econòmica, Josep Torres Jonama va fer diferents donatius.
El 1922 s'hi fusiona també La Feminista. Va acabar la seva existència legal el 30 de setembre de 1974 quan va ser absorbida per la Federación de Mutualidades de Cataluña y Baleares.
El Museu del Suro de Palafrugell conserva les urnes de votació procedents de l'antiga mútua La Previsió Obrera, on els associats podien votar mitjançant boles blanques i negres. Mostra un funcionament democràtic d'aquestes societats de les que Josep Pla afirmava que «han estat les incubadores més actives de l'oratòria popular a la vila».

## Història arxivística
La documentació va ser custodiada per la mateixa entitat a la seva seu, que es trobava al carrer de les Botines número 26 de Palafrugell, i quan l'Ajuntament va adquirir aquest edifici el fons documental va ser recollit per l'Arxiu de Palafrugell, l'any 1985. L'any 2011 s'incorpora al fons una part de documentació conservada per un particular, Paco Dalmau. En el fons documental també hi trobem la documentació de les entitats mutualistes La Nova Concòrdia, La Bienhechora, La Familiar i La Moderna Palafrugellense.